# Comté de Grant (Kentucky)
Pour les articles homonymes, voir Comté de Grant.
Le comté de Grant est un comté de l'État du Kentucky, aux États-Unis, fondé en 1820. Son siège est basé à Williamstown.